# Pete Willis
Peter Andrew Willis (Sheffield, 16 de febrero de 1960) es un músico británico, reconocido por haber sido uno de los miembros fundadores de la agrupación Def Leppard, hasta que fue reemplazado por Phil Collen en 1982.

## Carrera
Willis fue un entusiasta guitarrista desde muy joven. Fue fanático del sonido y estilo de Jimi Hendrix, uno de sus máximos influyentes. Su primera banda fue Atomic Mass, la primera encarnación de Def Leppard. Conoció a Joe Elliott en 1977 y lo invitó a audicionar para la banda. Willis fue uno de los compositores más importantes en los tres primeros discos de Def Leppard. Fue despedido de la agrupación durante la grabación del disco Pyromania debido a un problema con el alcohol, y reemplazado casi de inmediato por el mencionado Phil Collen. 

### Otros proyectos
Luego de su salida de Def Leppard, Willis tocó junto a Paul Di'Anno y Clive Burr (ambos ex-Iron Maiden), Janick Gers y Neil Murray en la banda Gogmagog. También fue guitarrista de la banda Roadhouse.

## Discografía
Def Leppard
- On Through the Night (1980)
- High 'n' Dry (1981)
- Pyromania (1983)

Gogmagog
- "I Will Be There" (1985)

Roadhouse
- Roadhouse (1991)